# Hypervitaminose
Als Hypervitaminose oder Vitaminüberversorgung werden jene Erscheinungen (Krankheitssymptome) zusammengefasst, die bei übermäßiger, über dem Bedarf liegender, Zufuhr der entsprechenden Vitamine, beispielsweise als Überversorgung durch Ernährung, in Form von Nahrungsergänzungsmitteln oder Vitaminpräparaten, aber auch bei parenteraler Gabe, auftreten können.
Überdosierungserscheinungen treten wesentlich eher bei den fettlöslichen Vitaminen (insbesondere bei den Vitaminen A und D) auf, da diese nicht wie die wasserlöslichen Vitamine über die Niere ausgeschieden werden können. Eine Überdosierung kann daher akut durch eine 50–100-fache Tagesdosis erfolgen oder chronisch durch langfristige Einnahme nur geringfügig überhöhter Dosen (Vitamin A ab etwa 5-facher Tagesdosis). Eine ernährungsbedingte Hypervitaminose kann praktisch nur durch Vitamin A aus Leber oder Lebertran auftreten.
Ein Vitaminmangel wird mit Hypovitaminose und ein Fehlen von Vitaminen mit Avitaminose bezeichnet.

## Vitamin A

### Historisches
Als erster dokumentierter Todesfall infolge Hypervitaminose A (auch A-Hypervitaminose) galt lange Xavier Mertz, ein Schweizer Polarforscher, der an Douglas Mawsons Antarktisexpedition teilnahm. Aus Mangel an anderen Vorräten ernährte sich dieser ebenso wie Mawson von geschlachteten Grönlandhunden, einschließlich ihrer an Vitamin A reichen Leber. Eine neuere Untersuchung kommt zu dem Schluss, dass der bis dahin streng vegetarisch lebende und unter starkem psychischen Stress stehende Mann die Umstellung auf eine rein fleischliche Ernährung nicht vertragen hatte.
Eine Hypervitaminose A bei Säuglingen wurde früher als Marie-Sée-Syndrom bezeichnet nach einer Beschreibung aus dem Jahre 1954 durch die französischen Kinderärzte Julien Marie und Georges Sée.

### Prähistorisches
Kamoya Kimeu entdeckte am Turkana-See in Afrika das weibliche Skelett eines Homo erectus (KNM-ER 1808), welches die für Hypervitaminose A typischen Formen von Knochenmissbildungen aufwies. Dies wurde als hoher Konsum von Tierleber, höchstwahrscheinlich der von Fleischfressern, interpretiert, während einer Zeit, in der sich die Ernährungsgewohnheiten des Homo erectus änderten.

### Akute Vergiftungserscheinungen
Akute Vergiftungserscheinungen wurden erstmals bei Polarforschungsreisenden festgestellt, die Eisbärenleber gegessen hatten – Inuit essen diese nicht.
Bei einer kurzzeitigen und hohen Überdosierung (das Hundertfache des Tagesbedarfs und mehr) können folgende Symptome auftreten:
- Kopfschmerzen
- Übelkeit
- Erbrechen
- Schwindel
- Appetitlosigkeit
- Muskelkoordinationsstörungen
- Doppelbilder
- Hautschäden (z. B. Mundwinkelrhagaden), die sich auf den gesamten Körper ausbreiten können
- Schleimhautblutungen
- Lethargie
- gesteigerter intrakranieller Druck bis hin zu Todesfällen

### Chronische Vergiftungserscheinungen
Nach monate- und jahrelanger erhöhter Retinolaufnahme, die den Tagesbedarf wesentlich überschreitet, können Vergiftungserscheinungen auftreten. Ein Grenzwert, ab dem eine Gefährdung besteht, ist dabei schwer zu definieren: Da sich das Vitamin im Körper anreichert, kommt es auf die akkumulierte Menge (Einnahmedauer × Menge) und die körperliche Veranlagung an. Dies sollte auch beim Einsatz von Retinoiden bei der Aknetherapie bedacht werden. Folgende Symptome sind möglich:
- Kopfschmerzen
- Haarausfall bis zur Alopezie
- Schwellung der Unterhaut der Gliedmaßen
- Knochen- und Gelenkschmerzen
- Trockenheit und Jucken der Kopfhaut wie auch der gesamten übrigen Haut
- trockene und schuppige Lippen
- (blutende) Mundwinkelrhagaden
- Lebervergrößerung bis hin zur Leberfibrose mit portaler Hypertension
- Lymphknotenvergrößerungen
- Hyperkalzämie
- Hyperlipidämie
- Ausbleiben der Menstruation
- gesteigerter intrakranieller Druck
- Symptome einer Hypothyreose
- vermutlich langfristig höheres Lungenkrebs-Risiko bei Rauchern

In der Schwangerschaft sollte die tägliche Aufnahme von Vitamin A 10.000 IU bzw. 3 mg pro Tag nicht überschreiten, da es ansonsten zu kindlichen Fehlbildungen wie kraniofacialen Abnormitäten oder Herzklappenfehlern kommen kann, allerdings auch spontane Fehlgeburten möglich sind.
Der Vitamin-A-Säureabkömmling Isotretinoin (13-cis-Retinsäure), der zur Behandlung schwerer Akneformen eingesetzt wird, kann eine Trockenheit von Haut und Schleimhäuten, in seltenen Fällen Gelenk- und Muskelbeschwerden verursachen. Die Wirkung der Trockenheit wird aber durch die Behandlung auch erwünscht, da sie zu einem Schälvorgang führt, in dessen Verlauf die Haut dünner wird und Akne zum Verschwinden kommt. Da aber die gesamte Haut und Schleimhäute betroffen sind, wird es meist als unerwünschte Nebenwirkung interpretiert. Vor allem aber wurde ein Zusammenhang mit kindlichen Fehlbildungen hergestellt, sodass bei einer derartigen Behandlung für einen ausreichenden Empfängnisschutz auch für eine gewisse Zeit über das Behandlungsende hinaus gesorgt werden muss. Bei schwangeren Frauen ist die Gabe kontraindiziert.
Eine Hypervitaminose A kann nur bei Zufuhr von Retinol, nicht aber seiner Vorläuferprodukte auftreten – die Umwandlung der Carotinoide zu Retinol wird entsprechend dem Bedarf des Körpers reguliert. Wohl aber kann es zu einer starken Gelbfärbung der Haut (Carotinämie) – nicht aber der Skleren – kommen, wenn täglich mehr als 30 mg Beta-Karotine zugeführt werden, wobei Patienten mit einer Schilddrüsenunterfunktion besonders anfällig sind.

### Vitamin-Quellen
Retinol ist vor allem in der Leber von bestimmten Meeresfischen wie dem Heilbutt und verschiedenen Haifischarten sowie bestimmter Säugetiere wie der Seerobbe und des Eisbären enthalten. Eine weitere Gefahrenquelle ist die kritiklose Einnahme von Vitaminpräparaten, die zu Nebenwirkungen führen kann.

### Studien
Eine zu hohe Zufuhr von Vitamin A könnte zu vermehrten Knochenbrüchen im Alter führen, wie eine schwedische Langzeitstudie, die im New England Journal of Medicine veröffentlicht wurde, zeigt.

## Nicotinsäure (Vitamin B3)
Bei einer Zufuhr von >500 mg Nicotinsäure pro Tag kommt es zum hautgefäßerweiternden Effekt (Flush). Ab einer Menge von mehr als 2500 mg pro Tag können der Blutdruck sinken und Schwindelgefühle sowie ein erhöhter Harnsäuregehalt im Blut auftreten.

## Vitamin B6
Obwohl immer wieder von Überdosierung die Rede ist, trifft man in der Fachliteratur selten auf konkrete Fälle, und wenn, dann wird allenfalls klar, dass es sich um exotische Fälle handelt. So werden bei Vitamin B6 in der Literatur Überdosierungsreaktionen erst ab 1000 mg täglich beschrieben. Voraussetzung ist die Einnahme über Monate hinweg. Schaumburg et al. (1983) beschrieben toxische Reaktionen, nachdem Patienten 2000–6000 mg über 2–40 Monate hinweg einnahmen. Empfindliche Personen sollen bereits ab 500 mg täglich Nebenwirkungen empfunden haben. In seltenen Fällen sind sensorische Nervenschäden bereits ab einer Tagesdosis von 50 mg möglich. Im Durchschnitt traten Vergiftungserscheinungen nach 35 Monaten auf. Die Symptome äußern sich in Form von Hyperästhesie, Parästhesien, Muskelschwäche, Taubheit sowie Verlust der Propriozeption und des Vibrationsempfindens. Überdosierungsreaktionen sind in den meisten Fällen temporär, können aber in seltenen Fällen mit besonders hohen Dosen auch zu dauerhaften Schäden führen. Als sichere Dosierung für den Menschen gelten maximal 10 mg täglich. Im Allgemeinen gilt, dass Dosierungen zwischen 2 und 10 g täglich zu neurologischen Störungen führen können.
In seltenen Fällen traten Unverträglichkeitsreaktionen gegenüber Sonnenlicht nach Einnahme hoher Dosen B6 auf.
Eine Vitamin-B6-Hypervitaminose kann allerdings auch im Rahmen einer genetischen Erkrankung, der Hypophosphatasie, auftreten. Hier ist gleichzeitig als Leitparameter die alkalische Phosphatase (AP) gesenkt.
Neuerdings gibt es zu dieser Erkrankung eine Diagnostik und Enzymersatztherapie.

## Vitamin B12
Siehe Artikel: „Cobalamine#Überdosierung_(Hypervitaminose)“

## Vitamin C
In Einzelfällen wird Vitamin C, besonders wenn auf nüchternen Magen konsumiert, mit Indigestion durch Übersäuerung des Magens in Verbindung gebracht. Dies kann unter anderem vermieden werden, indem Vitamin C nicht als Ascorbinsäure, sondern als Ascorbat (Salz der Ascorbinsäure, z. B. Natrium-Ascorbat) aufgenommen wird. Dies kann zum Beispiel durch die Zugabe von Backpulver oder der halben Menge Natron erreicht werden. Wässrige Lösungen von Ascorbinsäure, die alkalisch gemacht worden sind, weisen allerdings verringerte Stabilität auf. Menschen mit einer Neigung zur Bildung von Nierensteinen (Typ Oxalat) sollten vor der Einnahme hoher Dosen ihren Arzt befragen. Weniger als ein Prozent der Bevölkerung ist von diesem Problem betroffen.

## Vitamin K
Es treten kaum Vitamin-K-Überdosierungen auf. Vitamin K1 ist nicht toxisch, jedoch kann eine Vitamin-K3-Vitaminose zu einer hämolytischen Anämie und Leberschäden führen. Hiervon sind insbesondere Neugeborene betroffen aufgrund ihrer noch nicht ausgereift entwickelten Ausscheidungskapazität.